# Гиротропная среда

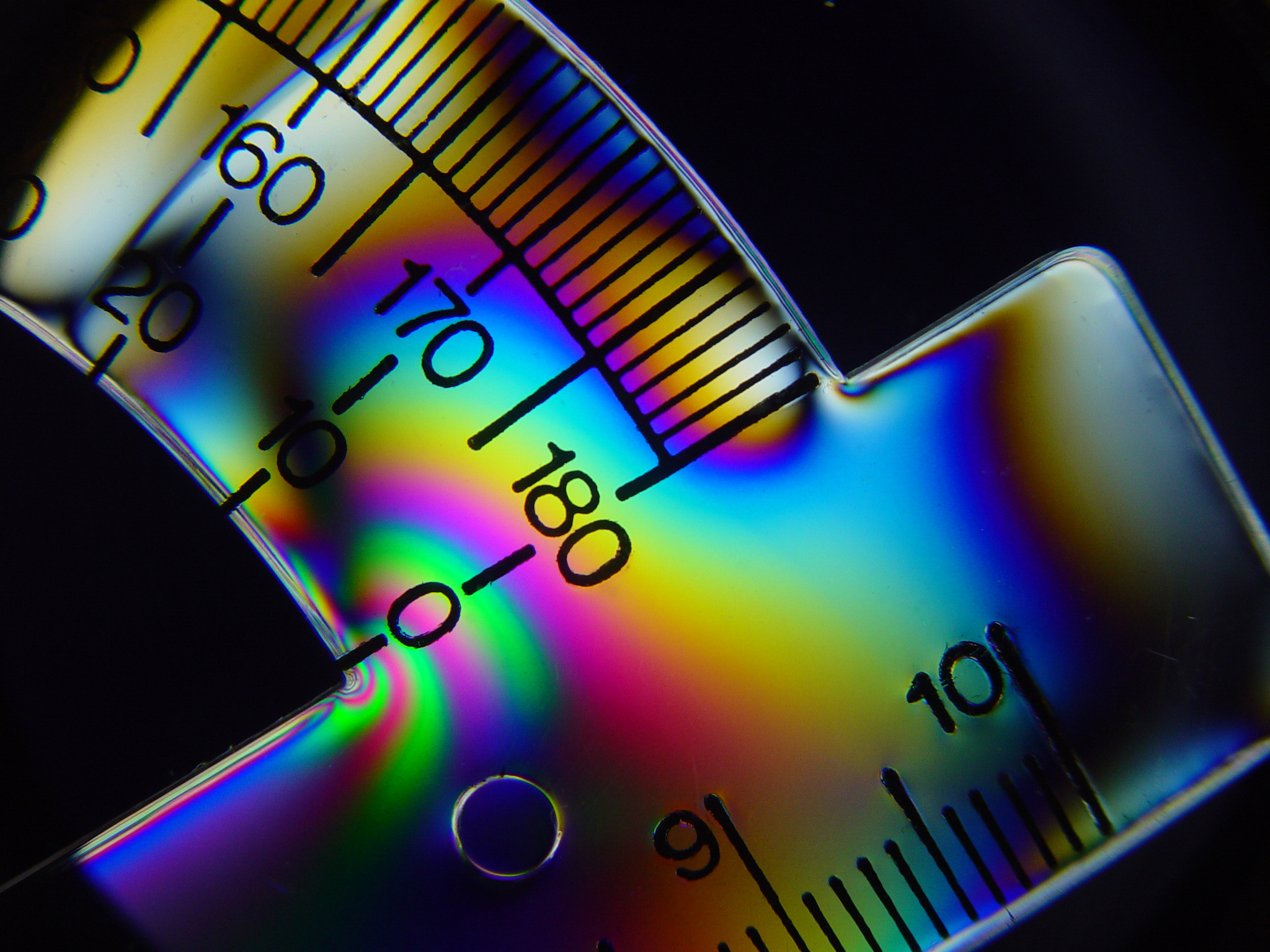
Вращение плоскости поляризации света в прозрачном пластмассовом транспортире из-за внутренних механических напряжений. Цвета обусловлены зависимостью угла вращения плоскости поляризации от длины волны света. Для визуализации явления транспортир помещён между скрещёнными поляроидами.

Гиротро́пная среда́ — среда, или вещество, обладающие способностью вращать плоскость поляризации распространяющихся в ней линейно поляризованных электромагнитных волн.
Эта способность обусловлена либо особенностями структуры вещества обладающей внутренней анизотропией, например, хиральностью молекул, либо внешним магнитным полем или электрическим полем (см. магнитооптические эффекты), либо механической деформацией в явлениях фотоупругости.
Примерами гиротропных сред являются плазма в магнитном поле, некоторые вещества в электрическом и магнитном полях, например, ферриты, оптически активные среды, например, раствор сахарозы. 
Гиротропные среды используется в оптике (оптические модуляторы, затворы, жидкокристаллические индикаторы и др.), а также в технике сверхвысоких частот.